# 北一區區域教學資源中心
北一區區域教學資源中心（Northern Taiwan Teaching & Learning Resource Center，簡稱「北一區教學資源中心」「北一區」、「N1 」）成立於2010年，獲得教育部支持。
以東吳大學為中心學校，結合大台北十七所大專學校以「資源整合」、「互惠分享」、「典範轉移」、「共創雙贏」之校際交流運作模式，協助夥伴學校提升教學品質；使未獲得教學卓越計畫之大學藉此得到經費補助成長，而已獲得計畫補助之夥伴學校更能落實卓越教學之執行成效，朝向達成建構「跨校交流合作」、「人才培育合作」與「e化課程交流」的使命，共同營造北部大學優質教學環境。

## 中心規劃
藉由不同屬性與特質互補之學校加入，共同形塑學習群組、互惠共享的教育學習圈；夥伴學校提出個別特色的供給面，讓組織裡的成員學習與分享，各校可依現況的不足，尋求團隊的支援與協助。因此，中心學校以執行六年教學卓越計畫之具體成效與推動經驗為基礎，設立具備多元功能與任務導向之「北一區區域教學資源中心」。

## 夥伴學校
中心學校
- 東吳大學

副召集學校
- 國立政治大學

夥伴學校
- 國立陽明交通大學
- 國立臺北藝術大學
- 國立臺灣海洋大學
- 輔仁大學
- 中國文化大學
- 法鼓佛教學院
- 真理大學
- 國立臺北大學
- 臺北市立大學
- 銘傳大學
- 實踐大學
- 景文科技大學
- 淡江大學
- 耕莘健康管理專科學校
- 國防醫學院

## 夥伴學校其他參與計劃
邁向頂尖大學計畫
- 國立政治大學
- 國立陽明大學

100-101年獎勵大學教學卓越計畫學校
- 輔仁大學
- 國立臺灣海洋大學
- 國立臺北藝術大學
- 銘傳大學
- 淡江大學
- 國立臺北大學
- 中國文化大學

101-102年獎勵大學教學卓越計畫學校
- 實踐大學
- 中國文化大學

102-103年獎勵大學教學卓越計畫學校
- 實踐大學
- 中國文化大學
- 銘傳大學
- 淡江大學
- 國立臺北藝術大學

## 外部連結
- 北一區區域教學資源中心首頁 （页面存档备份，存于）
- 教育部補助獎勵大學教學卓越計畫及區域教學資源中心計畫實施要點 （页面存档备份，存于）